# Croton claessensii
Espèce
Classification APG III (2009)
Croton claessensii est une espèce de plantes à fleurs du genre Croton et de la famille des Euphorbiaceae, présente en République démocratique du Congo.
Son épithète spécifique claessensi rend hommage à l'agronome belge Jean Joseph Louis Claessens (1895-1949), actif en Afrique centrale.